# 布鲁尼奥苏
布鲁尼奥苏是葡萄牙布拉干萨区的一个堂区。总面积20.76平方公里，总人口277人，人口密度13.3人/平方公里。